# روبرت دونهام
روبرت دونهام (بالإنجليزية: Robert Dunham)‏ هو سائق سباق وعسكري وصحفي وممثل أمريكي، ولد في 6 يوليو 1931 في الولايات المتحدة، وتوفي بنفس المكان في 6 أغسطس 2001.

## وصلات خارجية
- روبرت دونهام على موقع IMDb (الإنجليزية)
- روبرت دونهام على موقع قاعدة بيانات الفيلم (الإنجليزية)